# Distretto di Ovacık (Tunceli)
Il distretto di Ovacık (in turco Ovacık ilçesi) è uno dei distretti della provincia di Tunceli, in Turchia.